# ÖBB 1163
Die Reihe 1163 der Österreichischen Bundesbahnen (ÖBB) sind vierachsige elektrische Verschubdienstlokomotiven die seit 1994 im Einsatz sind. Die Maschinen wurden von Simmering-Graz-Pauker gebaut. Sie stellen eine Weiterentwicklung der Reihe 1063 dar und gilt als „Flüsterlok“.

## Geschichte
Die Inbetriebnahme der Reihe 1063 endete im Herbst 1991. Während deren fast neunjährigem Lieferzeitraum gewann die Halbleitertechnik noch mehr Dominanz im Triebfahrzeugbau, die in dieser Zeit gemachten Fortschritte flossen in die Konstruktion der Nachfolgebaureihe ein. Die ÖBB bestellten 1992 zwanzig Verschubloks der neuen Konstruktion, die die Reihenbezeichnung 1163 erhielt, bei SGP (mechanischer Teil) und ABB (elektrischer Teil).

## Konstruktion

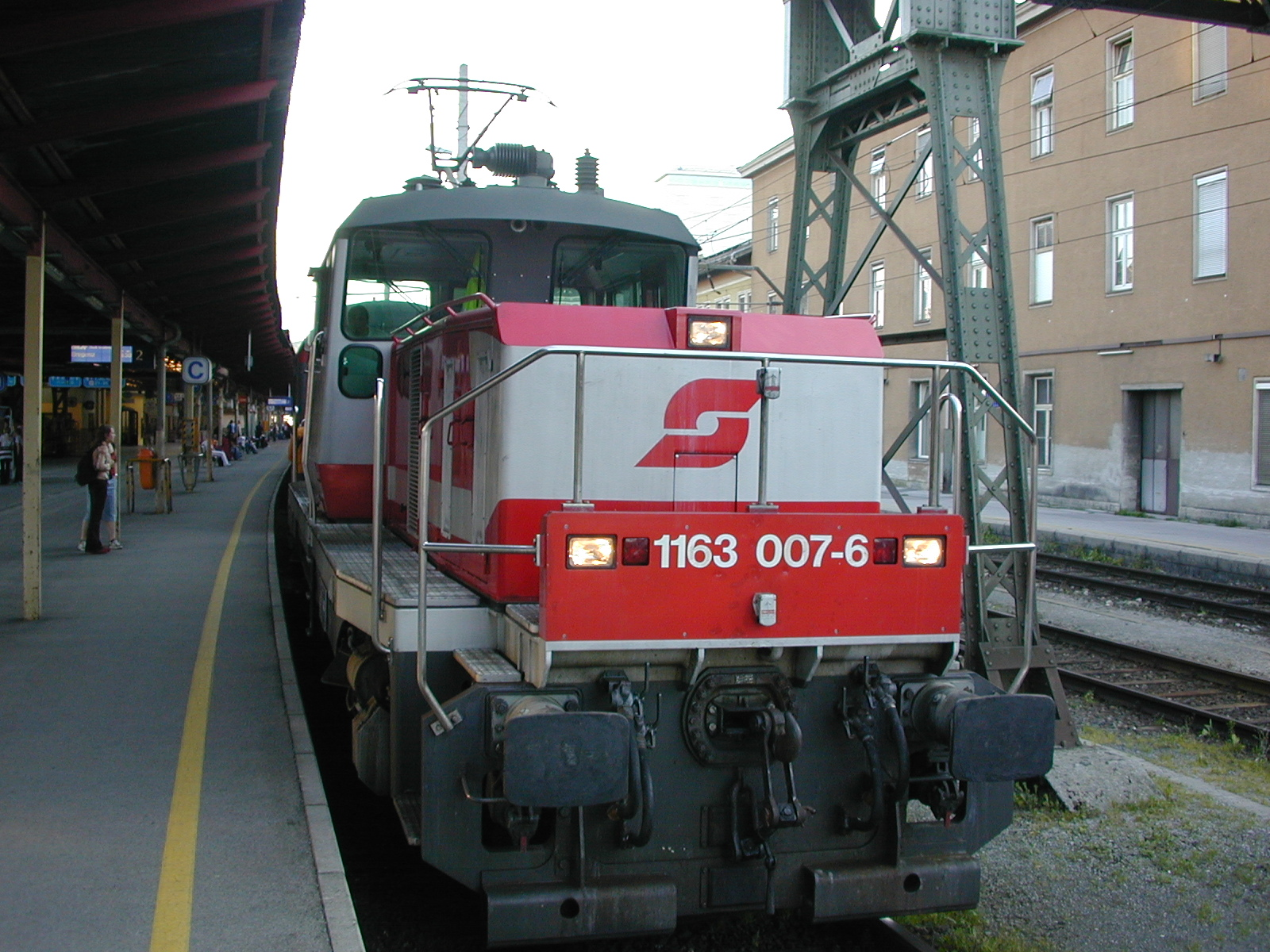
Vorderansicht einer 1163

### Mechanischer Teil
Die Grundkonzeption stammt von der Vorgängerreihe 1063. Der Lokrahmen zieht sich über die ganze Länge. Auf ihm sitzen die beiden im Gegensatz zur Vorgängerreihe wesentlich niedrigeren und schmäleren Vorbauten. Dazwischen ist der nach außen „gewölbte“ Führerstand angeordnet, der wie bei den beiden Reihen 1063 und 2068 über vier Bedienpulte verfügt, aber eine verbesserte Rundum-Sicht aufweist. Vor den Vorbauten sind beidseitig Verschieberplattformen angebracht. Zwei zweiachsige Drehgestelle tragen den Lokrahmen. Der Transformator befindet sich unter dem Führerstand, die Fahrmotoren liegen in den Drehgestellen. Die Zug- und Bremskraftübertragung erfolgt am tiefliegenden Drehzapfen. Für die Lackierung wurden die Farben verkehrsrot, umbragrau und hellgrau verwendet.

### Hersteller
Die Lok wurde von Simmering-Graz-Pauker entwickelt und im Werk Graz gebaut, die elektrische Ausrüstung wurde von BBC und ELIN zugeliefert.

### Elektrischer Teil
Das Dach trägt einen Einholmstromabnehmer (Bauart VIII) samt Hauptschalter und Dachleitungen. Ein liegender Transformator mit Ölkühlung speist den Strom zum Netzstromrichter, der aus zwei ausgangsseitig parallel geschalteten Vierquadrantenstellern in GTO-Technik besteht. Der Gleichspannungszwischenkreis beträgt 2500 V, die Resonanzfrequenz des Saugkreises 33,3 Hz. Der Antriebswechselrichter besteht aus drei gleichen GTO-Phasenmodulen, die parallel zum Zwischenkreis geschaltet sind und je eine Phase für die Fahrmotoren liefern. Die vier Motoren und das Antriebskonzept entsprechen der Reihe 1063, ebenso das Bremssystem, das außerdem über eine Rekuperationsbremse verfügt. Die Loks verfügen auch über Sifa und Indusi.

## Einsatz

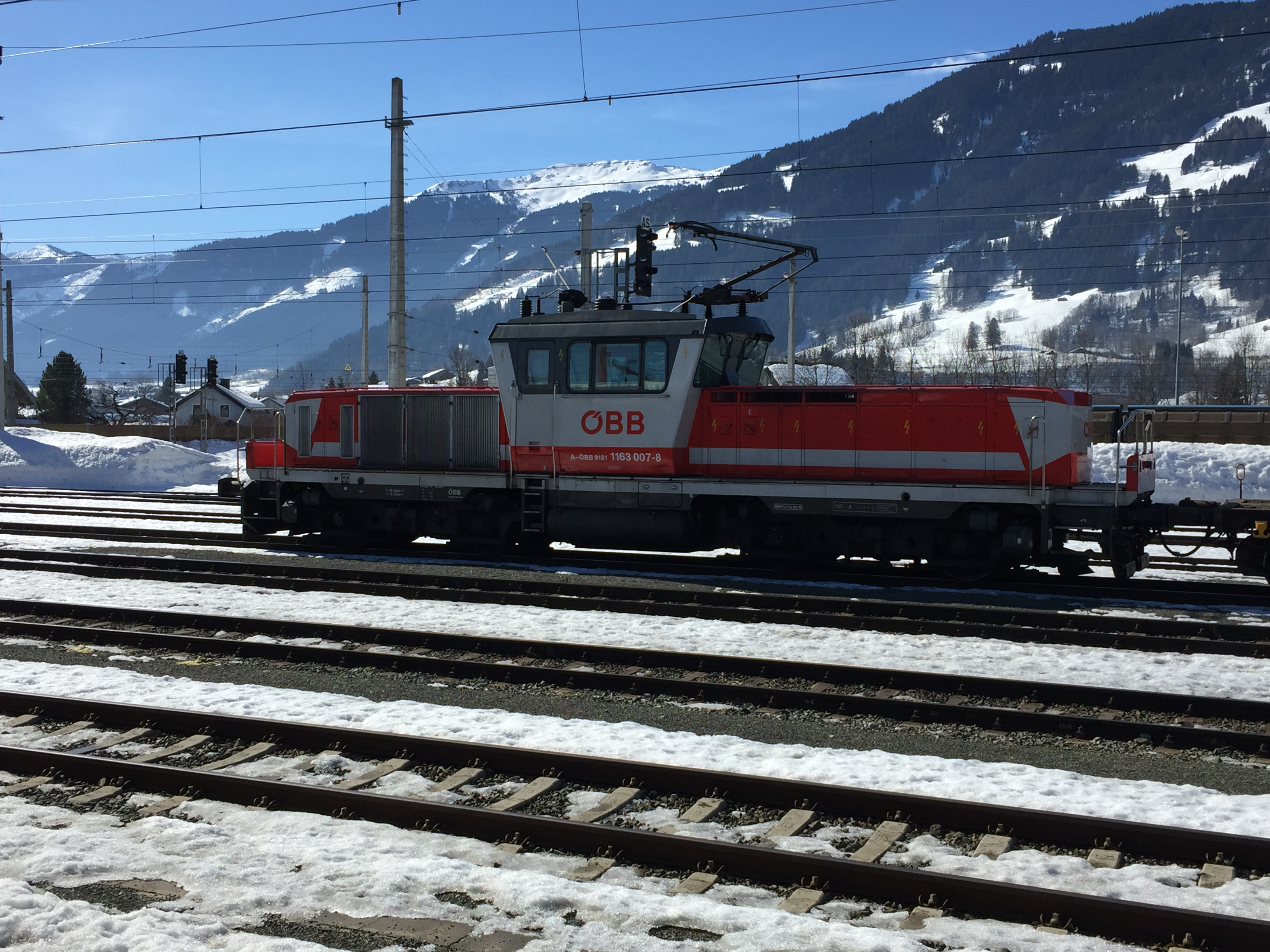
ÖBB 1163 007-8 in Saalfelden, Februar 2019

Die Loks der Reihe 1163 sind auf die Standorte Salzburg Hbf und Villach Hbf aufgeteilt. Sie werden zwischen dem Salzkammergut und dem Pinzgau sowie im Raum Villach bzw. in Oberkärnten im Verschubdienst und im leichten Güterverkehr eingesetzt.